# Цјано Пјачентино (Пјаченца)
Цјано Пјачентино (итал. Ziano Piacentino) је насеље у Италији у округу Пјаченца, региону Емилија-Ромања.
Према процени из 2011. у насељу је живело 574 становника. Насеље се налази на надморској висини од 211 м.

## Становништво
Према резултатима пописа становништва 2011. у општини је живело 2.635 становника.
| 1931. | 1936. | 1951. | 1961. | 1971. | 1981. | 1991. | 2001. | 2011. |
| ----- | ----- | ----- | ----- | ----- | ----- | ----- | ----- | ----- |
| 6.475 | 6.323 | 5.564 | 4.413 | 3.680 | 2.985 | 2.626 | 2.645 | 2.635 |

## Партнерски градови
- Pont-de-l'Isère